# 바하마의 코로나19 범유행
다음은 바하마의 코로나바이러스감염증-19 범유행에 대한 글이다.

## 연혁
3월 15일, 바하마의 첫 코로나19 확진 환자가 발견되었다.

## 같이 보기
- 북아메리카의 코로나19 범유행
- 나라별 코로나19 범유행